# Rezerwat przyrody Białowodzka Góra nad Dunajcem
Rezerwat przyrody Białowodzka Góra nad Dunajcem – leśny rezerwat przyrody w gminie Łososina Dolna, w powiecie nowosądeckim, w województwie małopolskim.
Zajmuje powierzchnię 67,69 ha. Został powołany Zarządzeniem Ministra Leśnictwa i Przemysłu Drzewnego z 21 października 1961 roku (M.P. z 1961 r. nr 85, poz. 361). Według aktu powołującego, rezerwat utworzono w celu zachowania ze względów naukowych, dydaktycznych i turystycznych naturalnych zespołów buczyny karpackiej i dąbrowy oraz roślinności skalnej, porastających zbocza i szczyt Białowodzkiej Góry w Beskidzie Wyspowym, a zawierających rzadkie elementy florystyczne.
Z rzadkich w Polsce gatunków roślin na terenie rezerwatu rośnie jarząb brekinia i irga czarna.